# Jabberd2
jabberd2 – daemon usługi Jabber, którego inspiracją był serwer jabberd w wersji 1.4. Założeniem twórców tego oprogramowania była skalowalność i wsparcie dla najnowszych rozszerzeń protokołu XMPP. Twórcą pierwotnego projektu był Rob Norris, liderem Justin Kirby, a za koordynację projektu odpowiadał Stephen Marquard. W późniejszym okresie opiekę nad projektem przejął Tomasz Sterna.